# Priore dei Caporioni
Il Priore dei Caporioni era il caporione, o capo rione, del rione I della Camera capitolina (antico organo di governo comunale di Roma) dal Medioevo sino al 1847. 

## Storia
A partire dal tardo Medioevo, ogni rione era comandato da un capo rione (o caporione): ogni caporione era supportato nella sua attività di controllo dell'ordine pubblico da alcuni cittadini comuni di sua fiducia, detti constabili, o anche "capotori", i quali costituivano pertanto la guardia urbana. Il caporione del Rione I aveva, tuttavia, un ruolo particolare: egli era anche chiamato "Priore dei Caporioni" e costituiva, insieme ai tre Conservatori, il cosiddetto "Magistrato Romano", svolgendo pertanto il duplice ruolo di caporione e di magistrato subalterno. Nelle epigrafi commemorative, il Priore dei Caporioni è indicato in forma latina ("cap. reg. urbis priore"), o anche abbreviato in CRP (acronimo di Caput Regione Populi). 
Questa figura proveniva solitamente dalla nobiltà cittadina (patriziato), a differenza degli altri caporioni, i quali lo furono solo fino a metà del secolo XVIII. La carica di Priore dei caporioni fu soppressa infine con la riforma di Pio IX, con legge speciale tramite motu proprio del 1º ottobre 1847 intitolata "Struttura e organizzazione municipale e dell'amministrazione degli uffici".